# Richard Heinz
Richard Heinz (* 20. November 1900 in Nürnberg; † nach 1965) war ein deutscher Landrat.

## Leben
Nach dem Abitur am Melanchthon-Gymnasium Nürnberg musste Richard Heinz kurz vor dem Ende des Ersten Weltkrieges Kriegsdienst leisten. Im April 1919 trat er dem Freikorps Epp bei und begann ein Studium der Rechtswissenschaften an der Friedrich-Alexander-Universität Erlangen-Nürnberg (dort Mitglied der Burschenschaft Germania Erlangen)  und der Universität Leipzig, das er 1923 in Erlangen abschloss und nach der ersten juristischen Staatsprüfung mit dem Vorbereitungsdienst (Referendariat) begann, der ihn zum Amts- und Landgericht Nürnberg sowie zum Bezirksamt Fürth führte. Am 5. Dezember 1925 promovierte er in Erlangen mit der Dissertation „Die Aufgaben und Befugnisse der Betriebsvertretung“ zum Dr. jur.
Das Große juristische Staatsexamen legte er 1926 ab und erhielt eine Anstellung als Assessor bei der Regierung von Mittelfranken. Zum 1. November 1929 wurde er Bezirksamtmann in Feuchtwangen, wo er das Bezirksamt in den Jahren von 1932 bis 1938 als Vertreter leitete. Am 3. Dezember 1938 wurde er dort definitiv Bezirksamtsvorstand (ab 1939 Landrat) des Bezirksamtes Feuchtwangen (ab 1939 Landkreis Feuchtwangen). Dort blieb er bis zu seinem Wechsel als Landrat im Landratsamt Weißenburg in Bayern im November 1940. Von Oktober 1941 bis April 1944 war Heinz zugleich mit der Wahrnehmung der Geschäfte des Landrats in Gunzenhausen beauftragt. Vom 7. Juni 1943 bis zum Kriegsende musste er Kriegsdienst leisten.
Am 19. Juni 1945 wurde er seiner Ämter enthoben und bis zum 16. September 1948 in Nürnberg interniert. Im Entnazifizierungsverfahren durch die Spruchkammer zunächst als minderbelastet eingestuft, bewertete ihn die Berufungskammer als Mitläufer. So konnte er wieder in den öffentlichen Dienst eintreten und am 1. Juli 1949 als Angestellter beim Landratsamt Landau an der Isar beginnen. 1951 kam er zur Regierung von Mitelfranken, wurde dort 1955 Regierungsdirektor und 1960 Oberregierungsdirektor. Zum 1. Dezember 1965 wurde Heinz in den Ruhestand verabschiedet.
In den Jahren von 1921 bis 1927 war er Mitglied des Freikorps Oberland und trat zum 1. August 1935 in die NSDAP ein (Mitgliedsnummer 3.688.256). Dort war er Kreisamtsleiter. Der SA trat er 1933 bei und war hier zuletzt Scharführer.